# 503033 New Hampshire
503033 New Hampshire è un asteroide della fascia principale. Scoperto nel 2005, presenta un'orbita caratterizzata da un semiasse maggiore pari a 2,8797999 au e da un'eccentricità di 0,1150088, inclinata di 5,99720° rispetto all'eclittica.